# Strangea
Strangea är ett släkte av tvåhjärtbladiga växter. Strangea ingår i familjen Proteaceae.
Kladogram enligt Catalogue of Life:
| Strangea | \| \| Strangea cynanchocarpa \| \| \| \| \| \| Strangea linearis \| \| \| \| \| \| Strangea stenocarpoides \| \| \| \| |
|          | \| \| Strangea cynanchocarpa \| \| \| \| \| \| Strangea linearis \| \| \| \| \| \| Strangea stenocarpoides \| \| \| \| |
|          | Strangea cynanchocarpa                                                                                                 |
|          | |
|          | Strangea linearis |
|          | |
|          | Strangea stenocarpoides                                                                                                |
|          | |